# Peppermint Grove Beach
Peppermint Grove Beach is een kustplaats in de regio South West in West-Australië.
Het maakt deel uit van het lokale bestuursgebied (LGA) Shire of Capel, waarvan Capel de hoofdplaats is. Peppermint Grove Beach heeft een gemeenschapscentrum.
In 2021 telde Peppermint Grove Beach 518 inwoners, tegenover 374 in 2006.
De kustplaats ligt aan de Geographebaai net ten noorden van het nationaal park Tuart Forest, 200 kilometer ten zuiden van de West-Australische hoofdstad Perth, 30 kilometer ten noordoosten van Busselton en 10 kilometer ten noordwesten van het aan de Bussell Highway gelegen Capel.